# Shakira In Concert: El Dorado World Tour
Shakira En Concierto: El Dorado World Tour - Shakira In Concert: El Dorado World Tour en inglés - es el quinto álbum en vivo de la cantautora colombiana Shakira, que salió a la venta el 13 de noviembre de 2019 en formato de audio digital. Fue grabado durante sus conciertos en Los Ángeles, California el 28 de agosto y el 3 de septiembre de 2018.
El álbum acompañó al largometraje de El Dorado World Tour, el cual se estrenó el mismo día en salas de cine de 65 países. El documental de la gira también se estrenó en televisión abierta por HBO el 31 de enero de 2020.

## Antecedentes
Después de que se agotaran las entradas de la etapa norteamericana de El Dorado World Tour, que se lanzó para promocionar el noveno álbum de estudio de Shakira El Dorado (2017), se confirmó que se filmarían y publicarían imágenes de la gira y anunció un espectáculo que se celebraría en The Forum en Inglewood, California.
El 27 de agosto de 2018, Shakira publicó un vídeo y luego hizo una encuesta en su cuenta de Twitter sobre cuál de las tres camisetas Balmain que usó alternativamente durante la primera sección del concierto sería elegida para una próxima fecha de la gira. Un día después, Hans Nelson, miembro del equipo de la gira, publicó en su cuenta de Instagram que, efectivamente, los dos conciertos que se celebrarían en The Forum, Los Ángeles, California, se grabarían para un futuro lanzamiento de DVD en directo. En la fecha del segundo show reprogramado en la ciudad, la propia cantante confirmó a través de sus redes sociales que el concierto de ese día sería grabado para una película de concierto. Poco después de finalizar la gira, Shakira anunció que ha comenzado el proceso de edición del DVD de la gira.

## Promoción
El 8 de noviembre de 2019, Shakira confirmó el lanzamiento de un álbum en vivo el 13 de noviembre, junto con la versión en vivo de "Chantaje" con Maluma como sencillo principal del álbum.
El 13 y 15 de noviembre de 2019; una grabación del espectáculo en Los Ángeles en The Forum se estrenó en cines seleccionados de todo el mundo. Además el documental de la gira se estrenó también en televisión abierta por la señal de HBO el 31 de enero de 2020 en más de 22 países alrededor del mundo.

## Recepción crítica
Nuria Net de Rolling Stone hizo una crítica positiva de la película y del álbum en directo, calificándolo de "Triunfal regreso de Shakira a la canción". Net señaló cómo la película estaba más dirigida hacia el regreso de Shakira y no se detiene demasiado en el doloroso episodio de la lesión por hemorragia de las cuerdas vocales de Shakira.
Alex Stölk de Medium también hizo una crítica positiva de la película y del álbum en directo, afirmando que Shakira "brilla una vez más".

## Reconocimientos
La película recibió 5 nominaciones y ganó 2 premios en los NY TV Film Awards de 2020. Shakira ganó 2 de los 5 premios en 2020.

## Rendimiento comercial
Según Pamela Bustios en un artículo para Billboard, "Shakira En Concierto registró 2.000 unidades SEA, lo que equivale a 2,9 millones de streams de audio bajo demanda para sus canciones en su primera semana de seguimiento". En el mismo artículo también se afirmaba que "el álbum en directo se despide con algo más de 2.000 unidades equivalentes de álbum ganadas en la semana que terminó el 14 de noviembre, según Nielsen Music. La mayor parte de su suma inicial procede de la actividad de streaming".

## Lista de canciones
| Descarga digital streaming Edition |                                                                    |             |  |
| N.º                                | Título                                                             | Duración    |  |
| 1.                                 | «Estoy Aquí/Dónde estás corazón (Medley)»                          | 5:05        |  |
| 2.                                 | «She Wolf»                                                         | 5:40        |  |
| 3.                                 | «Si Te Vas»                                                        | 4:12        |  |
| 4.                                 | «Nada»                                                             | 3:14        |  |
| 5.                                 | «Perro Fiel/El Perdón (Medley)» (con Nicky Jam)                    | 4:35        |  |
| 6.                                 | «Underneath Your Clothes»                                          | 3:08        |  |
| 7.                                 | «Me Enamoré»                                                       | 2:51        |  |
| 8.                                 | «Inevitable»                                                       | 3:33        |  |
| 9.                                 | «Chantaje» (con Maluma)                                            | 3:30        |  |
| 10.                                | «Whenever, Wherever»                                               | 6:21        |  |
| 11.                                | «Tú»                                                               | 3:17        |  |
| 12.                                | «Amarillo»                                                         | 4:14        |  |
| 13.                                | «La Tortura» (con Alejandro Sanz)                                  | 3:37        |  |
| 14.                                | «Antología»                                                        | 4:03        |  |
| 15.                                | «Can't Remember to Forget You» (con Rihanna)                       | 3:48        |  |
| 16.                                | «Loca/Rabiosa (Medley)»                                            | 3:26        |  |
| 17.                                | «La La La (Brazil 2014)/Waka Waka (This Time for Africa) (Medley)» | 7:27 Encore |  |
| 18.                                | «Toneladas»                                                        | 1:50        |  |
| 19.                                | «Hips Don't Lie»                                                   | 6:22        |  |
| 20.                                | «La Bicicleta» (con Carlos Vives)                                  | 5:20        |  |
| 85:33                              |                                                                    |             |  |

## Charts
| Chart (2019)                                    | Peak position |
| ----------------------------------------------- | ------------- |
| Estados Unidos US Soundtrack Albums (Billboard) | 24            |
| Estados Unidos US Latin Pop Album (Billboard)   | 3             |
| Estados Unidos (Top Latin Albums)               | 18            |